# Letis vittifera
Letis vittifera là một loài bướm đêm trong họ Erebidae.